# Llombard
|  | Per al poble germànic vegeu longobards |

El llombard (en llombard lombard, pronunciat [lumˈbaːɾt] o [lomˈbaɾt]) és una llengua romànica parlada eminentment al nord d'Itàlia, sobretot a bona part de la Llombardia i algunes àrees de les regions veïnes, incloent-hi dos cantons suïssos. El llombard és una llengua romànica occidental de la branca gal·loitàlica relacionada amb el francès i l'occità. Els seus dos blocs dialectals principals són: l'ínsubre (o occidental) i l'oròbic (o oriental).
L'ús del llombard és estigmatitzat en les regions políticament pertanyents a Itàlia, mentre que no ho és en les regions suïsses. Alguns programes de ràdio i televisió en llombard s'emeten ocasionalment a la cadena suïssa de llengua italiana. A Bellinzona (Suïssa) hi ha la principal institució d'investigació de dialectes llombards.

## Classificació
El llombard és una llengua indoeuropea, inclosa dintre del grup gal·loitàlic, si bé hom l'ha adscrit també al grup gal·lorromànic. Lingüísticament és més prop de les varietats franceses i occitanes que de l'italià.

## Denominacions
- Llombard: lumbaart, lombard, parlaat lumbaart // meneghin, milanes (dialecte de Milà)
- Italià: lombardo, lingua lombarda
- Anglès: Lombard, Lombard language
- Castellà: lombardo, lengua lombarda
- Francès: lombard, langue lombarde

## Extensió territorial
L'extensió del territori on es parla el llombard sobrepassa els límits administratius de la regió coneguda com Llombardia, fet que va vinculat amb els canvis succeïts al llarg de la història de la zona. L'àrea correspon en gran manera a la influència cultural i lingüística que ha tingut la ciutat de Milà d'ençà de l'època medieval.
Els territoris on es parla actualment el llombard són:
- Itàlia
  - Llombardia
  - Piemont (zona de Novara i Val d'Ossola)
  - Valls occidentals del Trentino (Valbona, Rendena i Ledro)
  - Vèneto (zona prop del llac de Garda, província de Verona)
- Suïssa
  - Cantó de Ticino
  - Cantó de Grisons

## Estatut
El llombard no té caràcter oficial a l'estat italià, només té un cert reconeixement a escala regional.
El gener de 2016, la Lliga Nord va fer una proposta de llei per a la protecció de la llengua llombarda al Consell Regional de la Llombardia, amb l'objectiu d'introduir una mena de bilingüisme tant a les institucions com entre els ciutadans, un projecte que va trobar l'oposició del Partit Democràtic. Finalment, el setembre del mateix any la cambra regional va aprovar una llei per a la cultura llombarda i la llengua llombarda.
D'altra banda, l'estatut de la província de Brescia (2015), en el seu article 2.2, també esmenta el manteniment de la tradició lingüística bresciana, tot i no esmentar específicament el llombard.

### Normativització
No hi ha un llombard estàndard comunament acceptat. Dins d'un complex de parlars, el milanès té una posició de prestigi indubtable. No hi ha tampoc normes ortogràfiques clarament establides i sembla que la grafia només és codificada per al milanès. Amb, pel cap baix, dues grafies, una per al llombard occidental (Insübrich) i una altra per a l'oriental (Oróbic), ja el 1997 el Cunsei Lumbaart per la Lengua va fer una primera proposició de grafia per al llombard occidental. Amb aquest mateix objectiu, l'abril del 2000 s'anunciava l'aparició en el Forum Autonomista del manual de grafia per al llombard de Jørgen Gjoorc Bosoni que es publicà el 2003. En 2007 també ha publicat Claudi Meneghin una ortografia etimològica dita Ortographa de referença S, que fa servir la desinència -es (pronunciada /e/, /i/, /{\displaystyle \emptyset }/ segon els dialectes) per al femení plural.
Durant la dècada de 2000, Lissander Brasca va confeccionar una proposta de normativització del llombard, el projecte Scriver Lombard, comuna a totes les varietats locals i que serveixi per a escriure de manera parcialment uniforme en tots els dialectes. La proposta és de caràcter polinòmic, com en el cas de les ortografies de l'occità, català o el gal·lès, però sobretot en les ortografies de llengües literàries històriques i concretament en la del llombard literari més antic.

### Parlants
D'acord amb l'enquesta de l'ISTAT (2006), vora 3,5 milions de persones són capaços de parlar el llombard, sense especificar el grau d'expertesa. Això representa 35,7% de la població de la Llombardia, però no compta els parlants de regions limítrofes com Piemont, Trentino o els cantons suïssos de Ticino i de Grisons. Altres fonts eleven la xifra fins a 8.671.210 a Itàlia i 303.000 a Suïssa.
El llombard ha anat perdent parlants a cada generació, d'una forma semblant a altres llengües minoritàries d'Itàlia. De l'any 2000 al 2006 se'n va registrar una davallada del 3%, passant del 38,6% al 35,7%. La llengua és emprada oralment per totes les generacions, però algunes persones deixen de transmetre-la als seus fills. Tanmateix en els darrers anys hi hagut una revifalla de la presència de la llengua.

### Presència pública
De l'any 2000 ençà la llengua llombarda ha experimentat una reviscolada, particularment la varietat occidental, parcialment gràcies al cantó del Ticino i a associacions com el Circolo Filologico Milanese. Cal destacar la publicació de llibres, diccionaris o revistes i la promoció de cursos per a aprendre la llengua, però també la realització de programes de ràdio i televisió i films, o l'existència de cantants en llombard.

## Fonètica

### Consonants
|            |         | Bilabial | Labiodental | Dental | Alveolar | Postalveolar | Palatal | Velar |
| ---------- | ------- | -------- | ----------- | ------ | -------- | ------------ | ------- | ----- |
| Nasal      | Nasal   | m        |             |        | n        |              | ɲ       | ŋ     |
| Oclusiva   | sorda   | p        |             | t      |          |              |         | k     |
| Oclusiva   | sonora  | b        |             | d      |          |              |         | ɡ     |
| Africada   | sorda   |          |             |        | t͡s       | t͡ʃ           |         |       |
| Africada   | sonora  |          |             |        | d͡z       | d͡ʒ           |         |       |
| Fricativa  | sorda   |          | f           |        | s        | ʃ            |         |       |
| Fricativa  | sonora  |          |             |        | z        | ʒ            |         |       |
| Vibrant    | Vibrant |          |             |        | r        |              |         |       |
| Aproximant | central |          | ʋ           |        |          |              | j       | w     |
| Aproximant | lateral |          |             |        | l        |              | (ʎ)     |       |

Al llombard oriental, /dz/, /z/ i /ʒ/ són fusionats en [z], and /ts/, /s/ i /ʃ/ en [s]. El darrer so és sovint més debucalitzat en [h].

### Vocals
|               | Anterior   | Anterior | Central | Posterior |
| No arrodonida | Arrodonida |          | Central | Posterior |
| ------------- | ---------- | -------- | ------- | --------- |
| Tancada       | i iː       | y yː     |         | u uː      |
| Mitjana       | e eː       | ø øː     |         | o         |
| Mitjana       | ɛ          | ø øː     | ɔ       |           |
| Oberta        |            |          | a aː    |           |

Mentre en les varietats occidentals la llargada de la vocal és constrativa (per exemple, en el milanès: andà «anar» en contrast amb andàa «anat»), als parlars orientals s'utilitzen normalment al·lòfons curts.
Quan hi ha dues vocals ortogràfiques repetides separades per un tret d'unió, és per a evitar que es confonguin amb una vocal llarga. Per exemple «a-a» en ca-àl («cavall»).
La vocal llarga occidental /aː/ i la curta /ø/ tendeixen a la posterior [ɑː] i l'oberta [œ], respectivament. /e/ i /ɛ/ es poden fusionar en [ɛ].